# قلاب‌دد
قلاب‌دد (نام علمی: Ancylotherium) نام یک سرده از زیرخانواده شکافته‌ددیان است.